# مگالودون
مگالودون (Carcharocles megalodon) یک گونه منقرض‌شده از کوسه است که میان ۲۳ تا ۳٫۶ میلیون سال پیش یعنی از اوایل دور میوسن تا اواخر دور پلیوسن در همهٔ دریاها و اقیانوس‌های زمین زندگی می‌کرد.
این کوسه در گذشته به عنوان گونه‌ای از خانوادهٔ سفیدکوسگان و از بستگان نزدیک کوسهٔ سفید بزرگ شناخته و طبقه‌بندی می‌شد اما امروزه به عنوان یک گونه از خانوادهٔ گوشی‌دندانان طبقه‌بندی می‌شود. شواهد سنگواره‌ای نشان می‌دهند که احتمالاً نزدیک‌ترین نیای مشترک گوشی‌دندانان با سفیدکوسگان در اوایل دورهٔ کرتاسه زندگی می‌کرده‌است. مگالودون از جمله بزرگ‌ترین درندگان تاریخ محسوب می‌شود و بنا بر تخمین‌ها حداکثر درازای این گونه کوسه حدود ۲۰ متر بوده اما به‌طور میانگین حدود ۱۰٫۵ متر درازا داشته‌است.

## کشف و توصیف
مگالودون برای نخستین بار در سال ۱۶۶۷ میلادی توسط یک پژوهشگر دانمارکی کشف شد. نخستین قسمت کشف شده، یک مثلث بزرگ و تیز، یعنی دندان این جانور بود. در سال‌های بعدی، فسیل‌های بیش‌تری از مگالودون کشف شد تا اینکه در سال ۱۸۴۳، دانشمند سویسی، لویی آگاسی، نام Carcharodon megalodon را برای این کوسهٔ غول‌پیکر انتخاب کرد.
با اینکه نام علمی این جانور، Carcharodon megalodon است، معمولاً آن را به‌طور اختصار، «مگالودون» (Megalodon) به معنی «بزرگ‌دندان» می‌نامند. این نام بر اساس دندان‌های ۲۰ سانتی‌متری این کوسهٔ کلان‌پیکر انتخاب شده‌است. بعدها به دلیل تجدیدنظر در شکل طبقه‌بندی مگالودون و انتقال این گونه از سردهٔ کوسهٔ سفید به سردهٔ شگرف‌کوسه نام علمی این جانور به Carcharocles megalodon تغییر یافت. به دلیل اینکه هیچگاه سنگوارهٔ کاملی از این جانور کشف نشد، دانشمندان مجبور شدند تا آناتومی بدن کوسهٔ سفید را به‌عنوان مرجعی برای شبیه‌سازی بزرگ‌دندان استفاده کنند با این وجود برخی دانشمندان این جانور را از لحاظ آناتومی بدن، به کوسهٔ آسوده و کوسهٔ شنی نزدیک‌تر می‌دانند.

## بوم‌شناسی
در سال ۱۹۰۹ میلادی، نخستین آروارهٔ کامل مگالودون بازسازی شد. بر اساس ابعاد این آرواره و با استفاده از آناتومی بدن کوسهٔ سفید، اندازهٔ مگالودون در حدود ۱۸ تا حداکثر ۳۰ متر تخمین زده شد. در سال ۲۰۰۸ میلادی، بر اساس قدرت آروارهٔ یک کوسهٔ سفید ۲٫۵ متری، قدرت آروارهٔ مگالودون، میان ۱۰ تا ۱۸ تن به دست آمد. این میزان، تقریباً ۱۰ برابر قوی‌تر از آروارهٔ کوسهٔ سفید است. به همین دلیل برخلاف کوسه‌های سفید، که معمولاً به قسمت‌های نرم اطراف شکم طعمه حمله می‌کنند، مگالودون به قفسهٔ سینهٔ طعمه خود حمله می‌کرد و شش و قلب آن‌ها را هدف می‌گرفت و می‌توانسته هرگونه تاندون، عضله، بافت و استخوانی را از میان ببرد.
پژوهشگران بر این باورند که مگالودون برای از پای درآوردن طعمه‌اش، اعضای بدن‌اش را جدا می‌کرده تا توانایی فرار کردن را از او بگیرد. این جانور به عنوان یک شکارچی رأس هرم غذایی از انواع نهنگ‌ها، دلفین‌ها و حتی لاک‌پشت‌های دریایی بزرگ تغذیه می‌کرد. با اینکه لاک‌پشت‌های آن زمان، لاک بسیار بزرگ و مقاومی داشتند، هرگز نمی‌توانستند در برابر فشار ۱۰ تنی آروارهٔ مگالودون مقاومت کنند. احتمالاً در مگالودون‌ها نیز مانند سایر کوسه‌های درنده هم‌نوع‌خواری رواج داشته‌است.
مگالودون رژیم غذایی درخور یک شکارچی را داشت،آنها نهنگ‌های ماقبل تاریخ را که در اقیانوس‌ها در دوران پلیوسن و میوسن شنا می‌کردند، می خورد، اما دلفین‌ها، ماهی‌های مرکب و حتی لاک‌پشت‌های غول‌پیکر را نیز می‌خورد. حتی ممکن است مگالودون با نهنگ غول پیکر ماقبل تاریخ، لویاتان، رابطه داشته باشد!
مگالودون با دندان‌های بسیار بزرگ و شبیه به اره، به عنوان شکارچیان وال‌ها، ماهی‌های بزرگ و کوسه‌های دیگر شناخته می‌شود. متخصصان تأکید می‌کنند که این جاندار با اندازه‌ی خود به مقدار زیادی غذا نیاز دارد تا بتواند به زندگی خود ادامه دهد. در میان جاندارانی که تحت حمله این کوسه قرار می‌گیرند، از دلفین‌ها گرفته تا موجودات بزرگی مثل نهنگ‌های کوهان‌دار، جملاتی از قربانیان این حیوان آزاردهنده هستند.
فسیل‌های استخوان‌های نهنگ‌ها و وال‌ها که میلیون‌ها سال پیش باقی مانده‌اند، نشانه‌هایی از دندان‌های مگالودون را بر روی خود نشان می‌دهند. این نشانه‌ها نیز از دیگر شواهدی هستند که نشان می‌دهند چقدر این کوسه عظیم به سایر جانداران در اقیانوس تهدیدی جدی تبدیل شده است. 

## انقراض
مگالودون حدود ۳٫۶ میلیون سال پیش همزمان با سرمایش جهانی و آغاز تدریجی عصر یخبندان منقرض شد؛ زیرا این جانور احتمالاً نمی‌تواست با شرایط آب‌های سرد سازگاری پیدا کند و از سویی دیگر تغییرات اقلیمی سبب تغییر الگوی مهاجرت آب‌بازسانان بی‌دندان که شکار اصلی مگالودون بودند به سمت مناطق قطبی زمین شد که این موضوع خود مگالودون را برای تأمین خوراک در تنگنا قرار داد.
بررسی‌ها نشان می‌دهند که رقابت این گونه با کوسهٔ سفید نیز می‌توانسته در انقراضش نقش داشته باشد چرا که کوسهٔ سفید توانایی سازگاری با آب‌های سرد را داشت و نسبت به مگالودون جانوری چالاک‌تر بود و به خوراک کمتری احتیاج داشت.